# 河北天主教
河北省是中国天主教徒最集中的省份。全省天主教信徒近100万人。

## 教区划分
到1949年，河北省及北平、天津2市天主教徒归属以下教区：北平总教区、正定教区、献县教区、永平教区、保定教区、天津教区、宣化教区、安国教区、赵县教区、永年教区、顺德教区、大名教区、景县教区、易县监牧区。在今天的京津冀三地的教区是以原北京总教区（或称河北教省）为主体。
其中北京教区设立最早，在元代曾存在过60多年（1307—1375），明末天主教再次来华后，于清初重新设立了北京教区（1690年）。1856年，北京教区分为直隶北境、直隶西境和直隶东南境3个代牧区，主教分别驻扎北京、正定府和献县，直隶北境和直隶西境代牧区由遣使会负责；直隶东南代牧区由耶稣会负责。1899年，从直隶北境代牧区分出一部分设立直隶东境代牧区，主教驻扎永平府（卢龙县）。1910年，又从直隶北境代牧区中分出直隶中境代牧区，主教驻扎保定府。1912年，再从直隶北境代牧区分设直隶海滨代牧区，主教驻扎天津。
1924年12月，直隶北境、直隶西境、直隶东南境、直隶东境、直隶中境和直隶海滨6个代牧区分别以主教驻地改名为北京、正定、献县、永平、保定和天津代牧区。同年，新设蠡县监牧区，由本地神职管理，1929年升格为安国代牧区。1926年，从北京代牧区分设由本地神职管理的宣化代牧区。1929年，增设赵县监牧区和永年监牧区，分别在1932年和1933年升格为代牧区，均由本地神职管理。1929年增设易县自治传教区，由意大利耶稣圣五伤司铎会管理，1935年升为监牧区。1933年，增设顺德监牧区，1944年升格为代牧区。1935年，增设大名监牧区。1939年，增设景县监牧区。
1946年4月，所有代牧区均改为正式教区。次年，大名和景县2个监牧区也升格为教区。
今河北省辖区内，张家口市外长城以北，原属于察哈尔省西湾子教区。承德市辖境原属于热河教区，并包括一部分赤峰教区。邯郸有几个县属于河南省的卫辉教区与山东省的临清监牧区。大名教区的大部分辖区在行政上已属于河南省。
1980年10月，河北省天主教爱国会按照行政范围撤销与合并了部分教区，即石家庄教区、保定教区、邯郸教区、邢台教区、沧州教区、衡水教区、唐山教区、张家口教区、承德教区9个教区，廊坊市天主教则委托给了沧州教区管理，但因违背教会法而均未获得教廷认可，地下教会则仍依照此前划分的教区管理，但各自管辖范围与原来并不相同。

## 传入历史

### 第一次传播
今属东仪天主教会一支的加色丁礼天主教会前身景教曾在唐代传入境内，主要流行于西北部的游牧民族中，在房山、涿州、张家口等地都曾出土过相关文物。在元代因蒙古多个部族中盛行景教，遂景教传入宣化、北京、房山、涿州、河间、大名等内地城镇，天主教信仰也在这时由方济各会传入。1246年柏朗嘉宾首次前往东方，在蒙古诸部族中传教，后来一些景教徒改宗天主教。1298年，方济会士孟高维诺在北京建立了第一座天主教堂，在直隶长芦镇、河间等地也建有教堂。1307年，教廷设立汗八里总教区，孟高维诺任首位总主教，驻地元大都（北京），当时皈依者三万余人，是当是天主教会距离罗马最遥远的一个教区，直到元末汉人攻入北京后的1375年才撤销。

### 第二次传播
天主教于明末正式传入河北境内，开始有汉人大规模皈依。
1598年5月19日耶稣会士利玛窦与庞迪我神父第一次前往北京传教，但在山东临清被稅监马堂逮捕并关押到天津。1601年1月24日利玛窦第二次前往北京传教并获得居留权，期间他在城内宣武门修建的小堂，为许多士大夫授洗入教，他于1611年5月11日去世前在北京共皈依了三百多名教友，明万历帝批准将其遗体安葬在北京。
利玛窦在北京传教期间，白纸坊一户安氏人家皈依入教，随后在这位安氏教友的带领下，利玛窦在河北安肃县（今徐水县）安家庄开教，成为第一个教友村庄，其后又在附近的师家庄、遂城、完县（今顺平县）邵家庄等地开教。此外，当时的学者河间府吴桥人李天经也领洗入教。庞迪我则在保定府与涞水县皈依了一些教友。
在明末的宫廷中，顺天府大兴人庞天寿在1629年由汤若望神父领洗入教，1640年随着北京陷落、南明诸朝相继建立，庞天寿在朝中的地位不断攀升，相应地其在教会中的作用也越来越重要。1645年葡萄牙耶稣会士何大化在福州登门拜见任司礼监的庞天寿后，称其为教会的柱石。庞天寿不仅利用其与传教士的关系，再次赴澳门搬援兵，而且在他的劝导之下，永历朝的太后、皇后、皇子先后领洗入教，成为中国历史上天主教色彩最为浓厚的王朝。庞天寿又曾致函罗马教皇、耶稣会总长和葡萄牙国王，希望借助欧洲的力量解朱明王朝于困境之中。

### 百年禁教时期
18世纪初，因耶稣会采用自由化的传教方式，造成其他保守传教修会的反对，引发“礼仪之争”，1704年教宗克雷芒十一世禁止中国教友祭祖等异教礼仪。1721年，康熙帝下令禁止任何国外传教活动，境内教堂多数荒废或移作他用，未离境的传教士转入地下秘密活动。1726年，巴多明在西湾子建立大教堂，直属北京教区。1743年，河间与献县两地教友数已达3000人，遍及城区及42个村庄，分属15个堂区，威县一带有约2000教友。1773年，宣化、怀来、蔚县一带教友数已达553人。在正定府宁晋县则有一群葡萄牙传教士管理的“南堂教友”是在雍正发布禁教敕令后，由从北京举家出逃的教民所组成。
1773年耶稣会被教廷解散，1784年，因秘密活动的各地教会持续增长，乾隆帝下令大规模逮捕外国传教士。其中包括直隶省的涿州神父汉色勒木、阿头达多、刘比约，顺天府的神父刘多默，藁城县梅神父（葡籍）、郝保禄、朱行义等。1785年，教廷令遣使会接管已被解散的法国耶稣会在华传教工作。因位于长城以北的西湾子地区清廷管控力度较小，新来的遣使会传教士在此建立传教中心。1829年，法国遣使会士薛玛窦任西湾子首任本堂，并建立了一所小修院培养当地司铎。而在长城以南的内地，北京教区代理主教（兼任南京教区副主教）葡萄牙人赵若望选择远离京城的保定府安家庄建立了临时主教公署，在此秘密传教达22年。1838年，教廷将原葡萄牙在华保教权转交给了法国，同年教廷传信部将满洲里、辽西、蒙古三地从北京教区划出，建立蒙古宗座代牧区，由法国遣使会负责，总堂设在西湾子，法籍神父孟振生为首任代牧。1839年鸦片战争前，直隶天主教徒总计已达7.5万人，由北京教区管辖。

### 第三次传播
鸦片战争结束后，依据中法《黄埔条约》，清廷开始允许外国传教士在华自由传教。
由于法国驻华大使拉厄尼的要求，1846年道光帝发布上谕，正式取消禁教令，并归还占用的教产，从此历时达120年的百年禁教期结束。同年，教廷令蒙古代牧孟振生兼任北京教区主教。
1856年5月30日，教廷撤销北京教区，改为代牧区，原北京教区一分为三：直隶北境代牧区（遣使会传教区）、直隶西南代牧区（遣使会传教区）和直隶东南代牧区（耶稣会传教区）。1860年，直隶北境代牧区的宗座代牧孟振生进驻北京，辖顺天府、保定府、天津府、永平府、宣化等地；直隶西南代牧区的首任宗座代牧法籍遣使会士孟若瑟驻扎正定城内，辖正定府、顺德府、赵州等地；直隶东南代牧区的首任宗座代牧法籍耶稣会士郎怀仁就任，1861年将主教府迁往献县张庄，辖河间府、广平府、大名府、深州、冀州、景州等地。
1899年12月23日，直隶北境代牧区东部的永平府分出，设立直隶东境代牧区，由荷兰遣使会管理，首任代牧为武致中，主教府设在永平城内（今卢龙县），辖卢龙、临榆（今秦皇岛）、抚宁、昌黎、乐亭、滦县、迁安、遵化、丰润、玉田。

#### 清末民国时期
1900年华北爆发义和团运动，直隶多地教会遭受严重破坏。直隶东南代牧区在此前共有50575名教民，拳乱中共有5153名教民、7位司铎、235名修女遇难，674座大小教堂几乎全部被毁，仅剩58座幸存。在任丘，共有680名教民被杀。直隶北境代牧区在战后统计共有超过六千名教民与神职人员遇害，其中北京宣化两地共3717人遇害（神职人员与修士修女8人，平信徒3709人），宣化府延庆、龙门、赤城三地难前教友1700多人，难后仅存267人，全家尽亡者七八十户。1909年5月2日教宗庇护十世将庚子之乱中的21位殉道者列为真福品。
1910年2月14日，从直隶北境代牧区中分出直隶中境代牧区，由法国遣使会管理，首任代牧为富成功，主教府设在保定城内，辖保定府、定州、易州（今易县）、祁州（今安国）等地。
1912年4月27日，从直隶北境代牧区分设直隶海滨代牧区，由法国遣使会管理，首任代牧为杜保禄，主教府设在天津城内，辖天津、静海、青县、沧县、庆云、海兴。
1921年4月15日，从保定代牧区划分出蠡县监牧区（1929年7月13日升格为代牧区），由国籍神职管理，首任代牧为国籍遣使会士孙德桢，1927年主教府迁往安国城内，改称安国监牧区，辖安国、博野、蠡县、高阳、深泽、束鹿（今辛集）。
1924年5月，罗马教廷派教廷代表刚恒毅来华，在上海召开第一次中华全国主教公会议，规定教区名称以其主教府所在地命名，并将全国五大传教区分为十七大区，直隶被分为第三区。1924年12月3日，直隶北境代牧区以主教座堂所在地改名为北京代牧区，直隶东境代牧区更名为永平代牧区，直隶中境代牧区更名为保定代牧区，直隶海滨代牧区更名为天津代牧区。
1926年5月10日，从北京代牧区分出宣化代牧区，由国籍神职管理，主教府设在宣化城内，首任代牧为赵怀义，辖口北十县（宣化、万全、怀安、阳原、蔚县、涿鹿、怀来、延庆、赤城、龙关）。此后的北京代牧区辖北京城区、大兴、涿县、良乡、房山、固安、永清、安次、霸县、文安、大城、新镇、通县、香河、三河、武清、蓟县、宝坻、宁河、平谷、顺义、密云、昌平22县。
1929年3月18日，从正定代牧区分出赵县监牧区（1932年1月11日升格为代牧区），由国籍神职管理，首任监牧张弼德，主教府设在宁晋边村，辖赵县、宁晋、高邑、柏乡、隆尧、临城。
1929年5月24日，从献县代牧区分出永年监牧区（1933年3月6日升格为代牧区），由国籍神职管理，首任监牧为崔守恂，主教府设在威县赵庄，辖永年、邯郸、鸡泽、曲周、肥乡、广平、成安、磁县、威县、清河。
1929年5月25日，从保定代牧区和北京代牧区各分出一部分，成立易县自治区（或称易县宗座独立传教区，1935年12月9日升为监牧区），由意大利耶稣圣五伤司铎会管理，首任教长为意籍司铎马蒂懦，主教府设在易县城内，辖易县、涞水、涞源、三坡地区。此后的保定代牧区辖清苑、徐水、满城、完县（今顺平）、唐县、望都、安新、雄县、容城、新城（今高碑店）、定兴11个县。
1933年3月2日，从正定代牧区分出顺德监牧区（1944年1月13日升格为代牧区），由波兰遣使会管理，首任监牧为葛乐才，主教府设在顺德城内（今邢台），辖顺德、内邱、尧山、任县、巨鹿、广宗、平乡、南和、沙河。此后的正定代牧区辖正定、石门（今石家庄市区）、藁城、新乐、无极、晋州、栾城、获鹿、元氏、赞皇、井陉、平山、灵寿、行唐、阜平、曲阳、定州16个县。
1935年3月11日，从献县代牧区分出大名监牧区（1947年7月10日升格为教区），由匈牙利耶稣会管理，首任监牧查宗夏，主教府设在大名城内，辖大名、魏县、以及今属河南省的南乐、清丰、濮阳、另有长垣的和黄河两岸的东明县一部分。
1939年4月24日，从献县教区划分出景县监牧区（1947年1月9日升格为教区），由奥地利耶稣会管理，首任监牧凌安澜，主教府设在景县城内，辖景县、阜城、武邑、衡水、冀县、枣强、故城、新河、南宫、吴桥、东光以及宁津（今属山东省）。此后的献县代牧区辖献县、河间、任丘、肃宁、安平、饶阳、深州、武强、交河（今泊头西部）9县。
1946年4月11日，教宗庇护十二世在中国废除传教区体制，正式建立圣统制，河北境内的天津、永平、宣化、保定、安国、赵县、顺德、永年几个代牧区即刻升格为教区，天津、永平、宣化、保定、易县、安国、正定、赵县、顺德、献县、景县、永年、大名几个教区与监牧区归属于北京总教区管辖，当时属察哈尔省的西湾子教区则归属于内蒙古的绥远总教区，属热河省的热河教区归属于东北的奉天总教区。同年，北京总教区62岁的法籍主教满德贻退休，让位于中国籍枢机主教田耕莘（圣言会会士）。

#### 共产党执政后
1947年1月15日邢台政府将波兰籍的顺德教区葛乐才主教与波籍神父郎本仁等驱逐出境，其他神父于同年或第二年离境。1953年11月19日，永平教区荷兰籍署理何毓华神父被中共唐山市政府驱逐。廖亚尔、冀兹陵等人被中共北京政府驱逐出境。1949年后，在河北省境内的外籍传教士共148人，到1956年止仅剩一位。
1948年梵蒂冈驻华公使黎培里派遣爱尔兰神父莫克勤在天津建立了圣母军，中共夺取政权以后，圣母军成员积极介入到反共行动中，曾在保定发展到两个区会、80余个支会，在唐山也建立了组织分部，有173位成员，1951年至1953年天津、保定和唐山圣母军陆续被中共政府取缔。
1949年中国共产党夺取大陆政权以后，驱逐了外国传教士，许多国籍的教会神职人员也因为担心遭受迫害而离开了大陆，其中包括了逃往美国芝加哥的北京总主教田耕莘枢机。部分留下来的神父主教中，有一部分响应了中共的独立自办教会政策，与罗马教廷断绝关系，并在1957年8月2日成立了中国天主教爱国会，次年开展了大张旗鼓的自选自圣主教运动，其中发起者包括原献县教区合法的主教赵振声（1957年12月当选为河北省天主教爱国会主席），至文革前被祝圣的非法主教中，来自京津冀地区的包括了王守谦（永年1958）、常守彝（宣化1958）、潘少卿（西湾子1958）、蓝柏露（永平1958）、李德培（天津1958）、王其威（保定1958）、姚光裕（北京1959）、刘安祉（正定1962）。
而另一部分服从教会命令未离境流亡的教会神职则坚持信仰原则，拒绝加入被时任教宗庇护十二世明确抵制的爱国会任职，由此这些神职人员开始遭受政府迫害，这其中就包括河北保定教区1951年就任的范学淹主教、易县监牧区代理刘冠东、宣化教区王木铎主教等。在乡下，通常在教友家中挖掘地下室作为弥撒场所，据官方报道曾在献县、永年教区查出地洞、暗室200余处，大者容纳百人，有的一洞三室，据官方媒体称其亦被用来从事谍报工作所用，以协助“帝国主义者”推翻共产党政府，1954年3月取缔了该地秘密宗教活动。
1980年范学淹主教获释，当时他是全省惟一享有些许人身自由的合法主教。为了对抗中共政府主导的裂教运动，范学淹主教开始与之相应地自己祝圣忠于教宗的合法主教，首先是祝圣了正定教区贾治国主教与易县教区周善夫主教，以及天水教区的王泰主教。时任教宗若望保禄二世得知范学淹的行动以后给予了大陆主教先祝圣后通报的特权。1982年4月13日范学淹主教因私自祝圣主教被判刑十年。此后河北地下教会陆续祝圣的省内主教有李思德（天津1982）、师恩祥（易县1982）、宋维礼（易县1982）、刘书和（热河宗座监牧/易县助理主教1982）、刘冠东（易县1982）、李振荣（献县1983）、陈柏庐（永年1986）、苏志民（保定1988）、裴尚德（北京1989）、赵振东（宣化1989）、韩鼎祥（永年1989）、张庆天（易县1992）、陈仓保（易县1997）、赵克勋（宣化2003）等。自此河北天主教形成了由罗马教宗承认的地下教会与中共政府承认的公开教会相对立的局面。1988年1月3日，范学淹主教向一位来访者回答关于天主教爱国会的问题答问被整理成著名的《十三条》。
1989年11月21日，在陕西三原教区张二册村，地下教会张刚毅神父与易县教区主教刘冠东、易县教区助理主教刘书和发起成立了中国大陆主教团，与属公开教会的中国天主教爱国在1980年成立的中国天主教主教团相抗衡。会上推选保定教区主教范学淹（当时因被软禁而未到会）为主教团团长，刘冠东为执行主席，刘书和为秘书长。与会的易县教区刘冠东主教与师恩祥主教、献县教区主教李振荣、天津教区李思德主教等在事后均被捕入狱。
九十年代以后，中共政府加大了对地下教会的打击力度，众多主教神父长期遭受严密监禁，无法有效行使牧职。地下教会领袖范学淹主教于1992年于承德狱中殉道。1997年起保定教区苏志民主教被囚禁至今仍未获释。1995年杨广彦祝圣为盩厔教区主教后，中国教会开始出现教廷与中国政府双方都接受的主教人选。在爱国会的领导人物宗怀德主教于1997年去世后，教廷更加放宽了对中国天主教公开教会的态度，希望地下教会与公开教会合一。教宗本笃十六世于2007年5月27日，发表针对中国天主教的牧函，取消了地下教会的祝圣特权。一些地下教会主教开始转为公开，加入爱国会职务，比如保定教区辅理主教安树新便在2006年刑满获释后接替了原保定教区公开教会主教苏长山的职位。而教廷在第二年则将其升任为助理主教，可以继承仍在狱中的正权主教苏志民的职位，以满足教廷的合一计划。但2010年苏志民主教仍然在世的情况下，安树新自任为了正权主教，反而造成其他地下教会神父更加不满，而计划今后再推举一位主教以追随狱中的苏志民主教。
2016年后，梵蒂冈教廷加快了与大陆政府进行谈判的步伐，就主教任命问题寻求达成一致，一旦协议达成后，地下教会的地位在教廷内也将变得非法，因而造成众多教友不满。

## 教会规模
1949年统计，新中国成立前，河北省先后有主教52人，其中国籍21人、外籍31人；司铎737人，其中国籍455人、外籍282人；计有总铎区46个，本堂区182个，大小天主教堂5249余座，其中大教堂311座，教友80万人。1990年政府官方统计，堂区遍及全省11个地级市148个县市的7000多个村镇，其中教友数3000人以上的重点县市63个；百人以上的聚居村镇467个；天主教徒占全村人口三分之一以上的教友村有691个，分布在121个县市；教友总计约100万人，有8位主教、182位司铎、修女修士与修生843人（以上包括察哈尔省的西湾子教区与热河省的热河教区等地，但不包括地下教会数据）。教友聚居地集中分布于保定南部、沧州西部、张家口西部、石家庄、邢台与邯郸东部，以及唐山西南部、廊坊西部一带较多分布，在省外但同属一个总教区的天津北部、北京东南部分布也比较集中。

### 东闾朝圣
在河北省有许多天主教徒聚居的村落。其中距保定市东南20公里的清苑县东闾村可能是中国天主教信徒最集中的一个村落：全村近9，000人口，近7，000村民信仰天主教。村里有一座占地5，000多平米（大堂内面积1548平方米）的大教堂，名为东闾中华圣母堂，能容纳数千人同时望弥撒。不仅是保定教区，也是整个华北地区最大的一座天主教堂。这座高大的哥特式教堂，钟楼双塔高43米，耸立在华北平原的乡村，周围是生长小麦和玉米的广阔田野。。这里也是中国经过教宗批准的2处圣母朝圣地之一（另一处是上海市松江区的佘山进教之佑圣母大殿）。每年五月为朝圣季，全国教友前往朝圣的人络绎不绝，5月24日的进教之佑圣母节则为朝圣的最高潮。
该朝圣地源于1900年的庚子之乱，当地教友成功抵御了义和团与清军的数十次围攻，并相传当时圣母显灵帮助教友击退敌军，也因此在战争结束后，当地教友重建了一座罗马式大教堂以奉献给圣母玛利亚，此后各地教友纷纷慕名而来，热心敬礼圣母。
1924年，教宗庇护十一世委托宗座首位驻华代表刚恒毅总主教在上海召开第一届中国主教会议，其中的一项内容就是由全体与会主教献上“奉献中国于圣母诵”，将中国奉献于中华圣母（Our Lady of China），并且选定东闾村大教堂内供奉的圣母像作为标准中华圣母像。参加全国主教会议的保定教区主教满德贻返回教区后，商议把东闾圣堂辟为中华圣母朝圣地，通知全国各地，来东闾朝圣。1928年，保定教区代牧主教周济世得到刚恒毅总主教批准，派遣东闾本堂法籍戴牧灵神父（CM．Tlemonent）去法国露德朝圣，并学习经验，准备将东闾圣母发展成全国性朝圣地。1929年5月，朝圣活动正式揭幕。自此每年阳历5月，保定教区各村镇的天主教徒按预定计划每日轮流来东闾朝圣。后来，北京、天津、献县、安国等教区的主教、神父也纷纷带领教友前来东闾敬拜圣母。1937年，教宗庇护十一世在审阅了宗座驻华代表蔡宁主教呈递的《东闾朝圣汇报书》及《申请书》之后，批准东闾为中国的国家朝圣地。5月，蔡宁总主教、周济世主教和易县监牧区马迪懦主教带领数千教友前往东闾朝圣，并在东闾大教堂里公布了教宗的谕令。
从1929年到1937年中日战争开始以前，每年都有众多天主教徒到东闾朝拜中华圣母。前后来东闾朝圣行列中的教会上层人士有：首任驻华代表刚恒毅总主教和第二任驻华代表蔡宁主教，有北京教区满德贻主教、安国教区孙德桢主教、献县教区等教区主教共二十余位，以及于斌（后荣升枢机），雷鸣远等各地神父百余位。天津教区的文贵宾主教是每年5月必到东闾朝圣；保定教区的周济世主教更是每年不只一次前往东闾祈求圣母，并著书宣扬。至于前来朝圣的天主教徒的数目，据东闾本堂戴牧灵神父于1931年报道，仅在这一年就有两万五千教友来东闾朝圣。据称在朝圣期间，中华圣母常显奇迹，有垂死病童康复，盲者复明，瘫子行走等若干个案。因此增长了教徒们对天主教的信仰热情，每年来东间朝圣的人逐渐增加。对于华北地区天主教的发展也起着推动的作用。
1941年，东闾教堂被日军烧毁。朝圣活动随之停止。1989年3月12日，在东闾教堂被毁48年之后，热心的东闾教徒在请示保定教区范学淹主教后，自筹资金百万余元，义务劳动，在村北开始重建一座规模更大的新教堂，于1992年5月1日竣工，重新奉献给圣母。建堂期间，在1990年10月3日，教宗若望保禄二世向东闾建堂教徒和建堂工程颁赐祝福。但该堂建成后便由当地政府控制，交由了爱国会神父管理，因而当时地下教会（忠贞教会）的朝圣者并不前往该堂，而参与地下教会主教神父在村内另一处规模较小的教堂与在村外空地举行露天弥撒。
1986年，保定教区忠贞教会开始恢复大规模的朝圣活动。由于人为的限制，阻挠，开始的一、二年，也只有十来位神父参祭，教友不过一、二千人。自1988年起，朝圣活动有了大规模的发展。1988年5月24日，共祭神父19位，主教一位，参礼教友3000余人。弥撒中，由范学淹主教委任代管保定教区的陈建章主教讲道。1989年5月24日，由于考虑到在民宅院内举行弥撒人满为患，冒险在院外较宽大的地方，搭制一临时的弥撒间。来自易县、正定、安国、献县、宣化等教区的34位神父，由刘冠东主教主礼，做了大礼共祭弥撒。前来朝圣的教友空前增多，仅外地教友就有六、七千人之众。1990年5月24日，共祭神父35位，陈建章、施纯洁二位主教，因病未参祭。参加弥撒的教友，估计万余人。1991年5月24日，赖圣母的助佑，忠贞教会刚刚度过了难关，虽然23、24日连续降雨，但仍有37位神父赶来朝拜圣母。直到24日上午10时，仍有许多教友冒雨前来。1992年5月24日，来朝圣的神父61位，有7位神父因年高体弱未能参祭，但其中没有一位主教，因为他们已被政府拘留。当年前来朝圣的外地教友空前增多。1993年5月24日，几乎长江以北的半个中国，每个教区都有教友来朝圣，共祭神父103位，主教3位，教友约3万人。此后每年圣母月里每天都有外来朝圣者，而尤以5月1日，5月7日中华圣母瞻礼，24日圣母进教之佑瞻礼以及5月31日圣母月结束之日。